# Charles van Lerberghe
Charles van Lerberghe (ur. 21 października 1861 w Gandawie, zm. 26 października 1907 w Brukseli) – flamandzki (belgijski) poeta, dramaturg i nowelista; przedstawiciel symbolizmu, piszący w języku francuskim.
Utwory liryczne poety zostały zebrane przez Gabriela Fauré’a w zbiorach pieśni La chanson d'Ève i Le jardin clos.